# Réplique (duplication)
Pour les articles homonymes, voir Réplique.

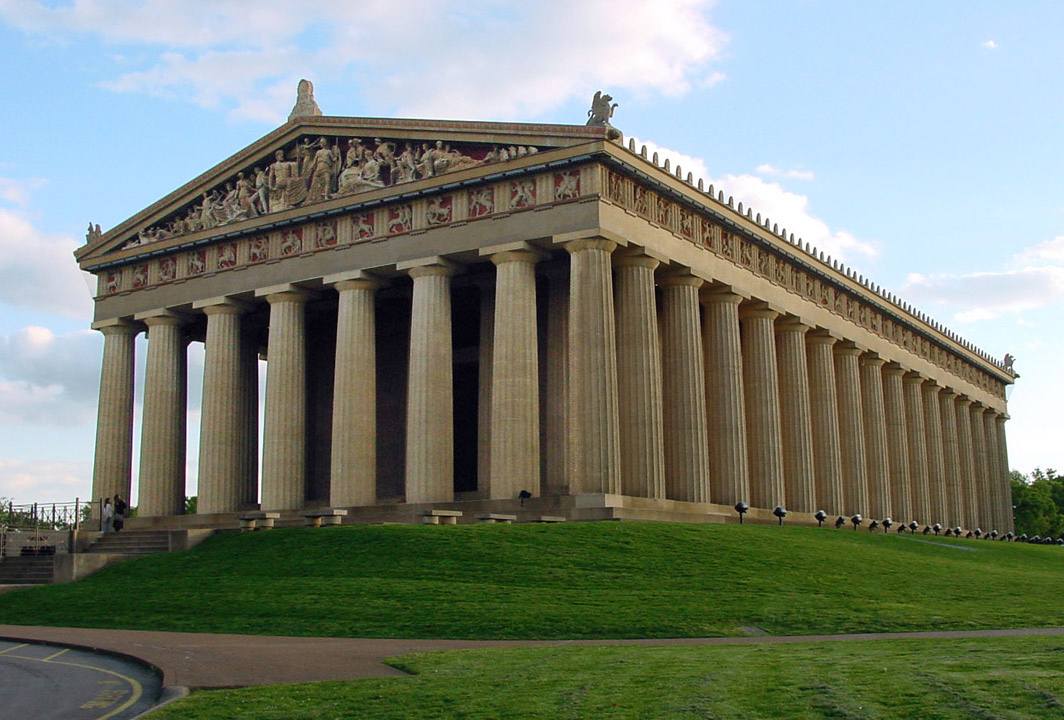
Parthénon de Nashville, réplique aux mêmes dimensions du Parthénon d'Athènes.

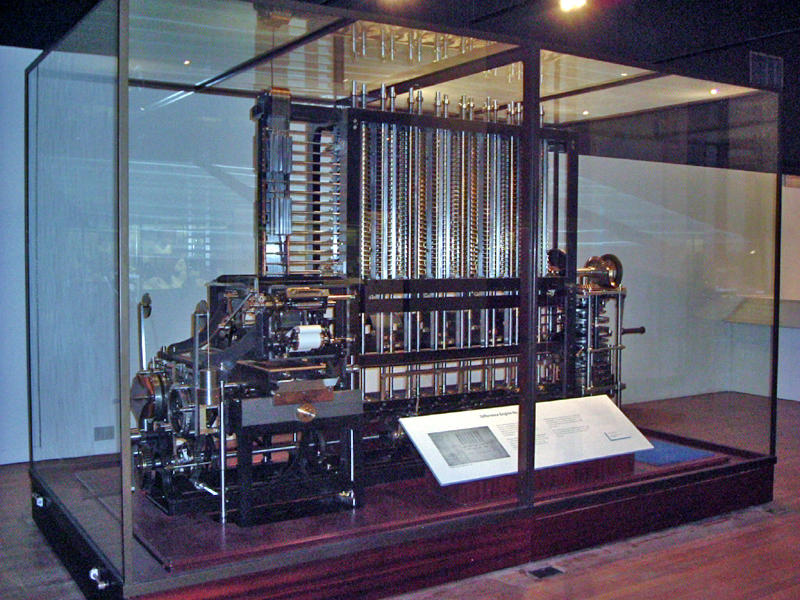
Machine à calculer #2, construite suivant les plans de Babbage (Science Museum de Londres).

Une réplique est la reproduction par imitation d'une création originale dans son ensemble ou ses parties, avec un maximum de fidélité dans sa forme et son apparence (mais pas forcément dans ses matériaux). Elle sert parfois à compléter des éléments disparus d'un ensemble ou à préserver l'original, comme dans le cas de la grotte de Lascaux.
Les répliques sont parfois utilisées à des fins historiques (répliques de bijoux, d'armes, de pièces archéologiques, de peintures, de  sculptures), notamment dans un musée pour éviter d'exposer l'original, ou en hommage à un modèle ancien (voiture, avion, instrument de musique, monument).
De façon délictuelle, il peut s'agir d'une contrefaçon, notamment d'objets de luxe, de documents officiels, ou d'un leurre tactique.
Une prop replica (en) est un accessoire de film qui vise à donner l'illusion de l'objet réel.
Certains maquettes à même échelle ou en modèle réduit peuvent constituer une réplique descriptive.
L'histoire de l'art distingue les « répliques » d'une œuvre, élaborées par l'artiste ou sous sa direction, et les « copies » exécutées par des imitateurs ou suiveurs.

## Galerie

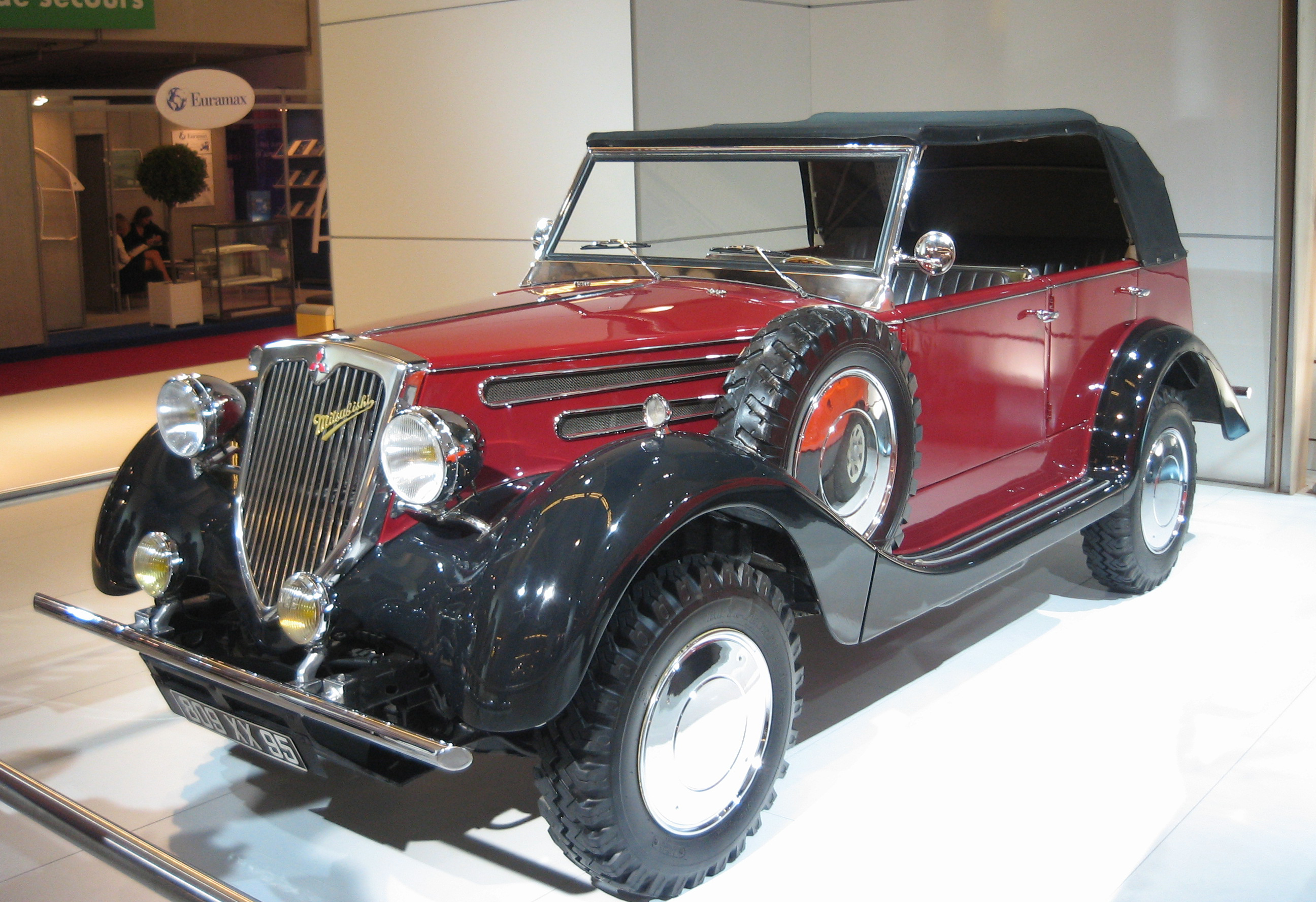
Réplique de la Mitsubishi PX 33 de 1936
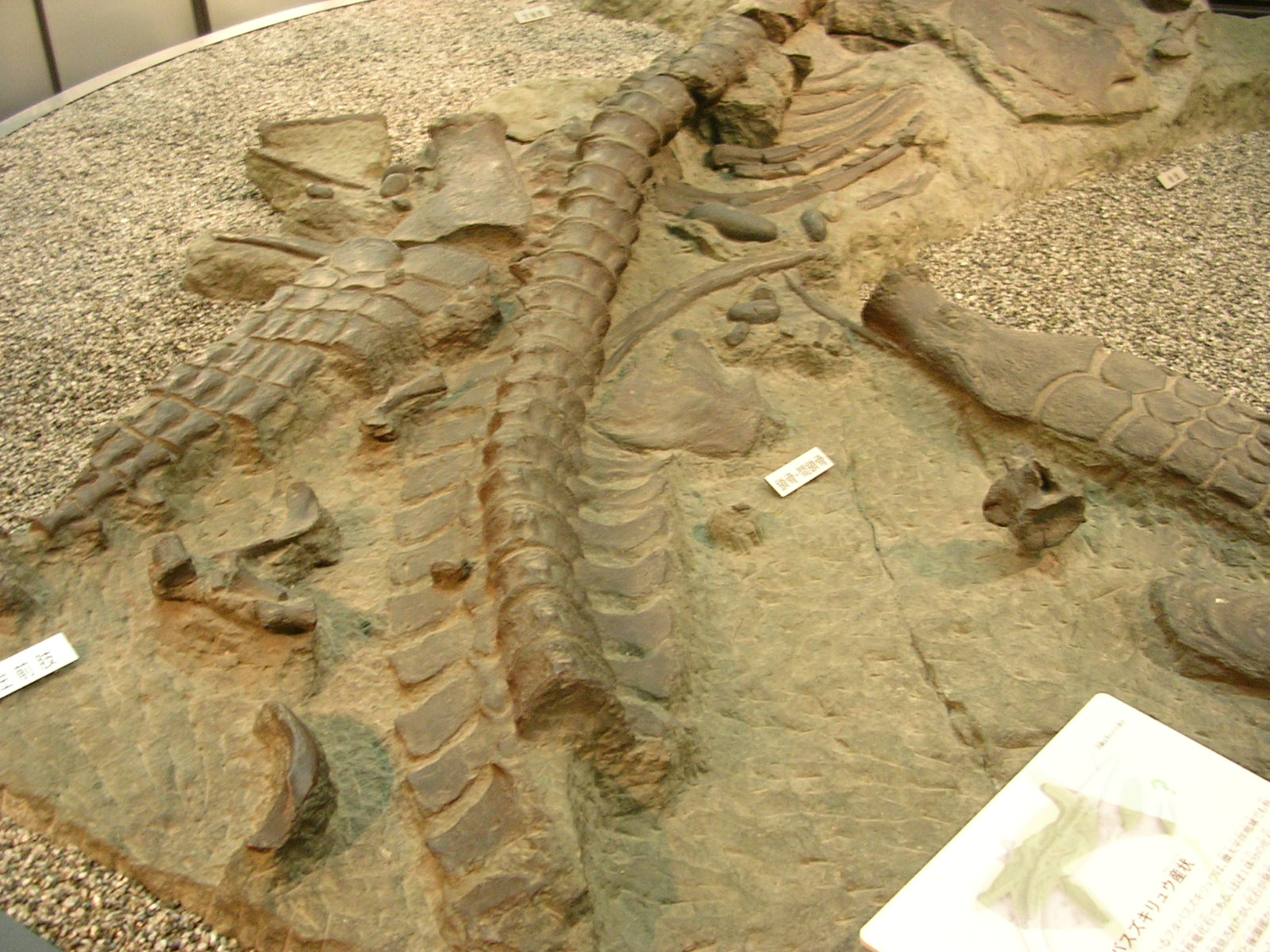
Réplique de fossile de plésiosaure (musée national du Japon)
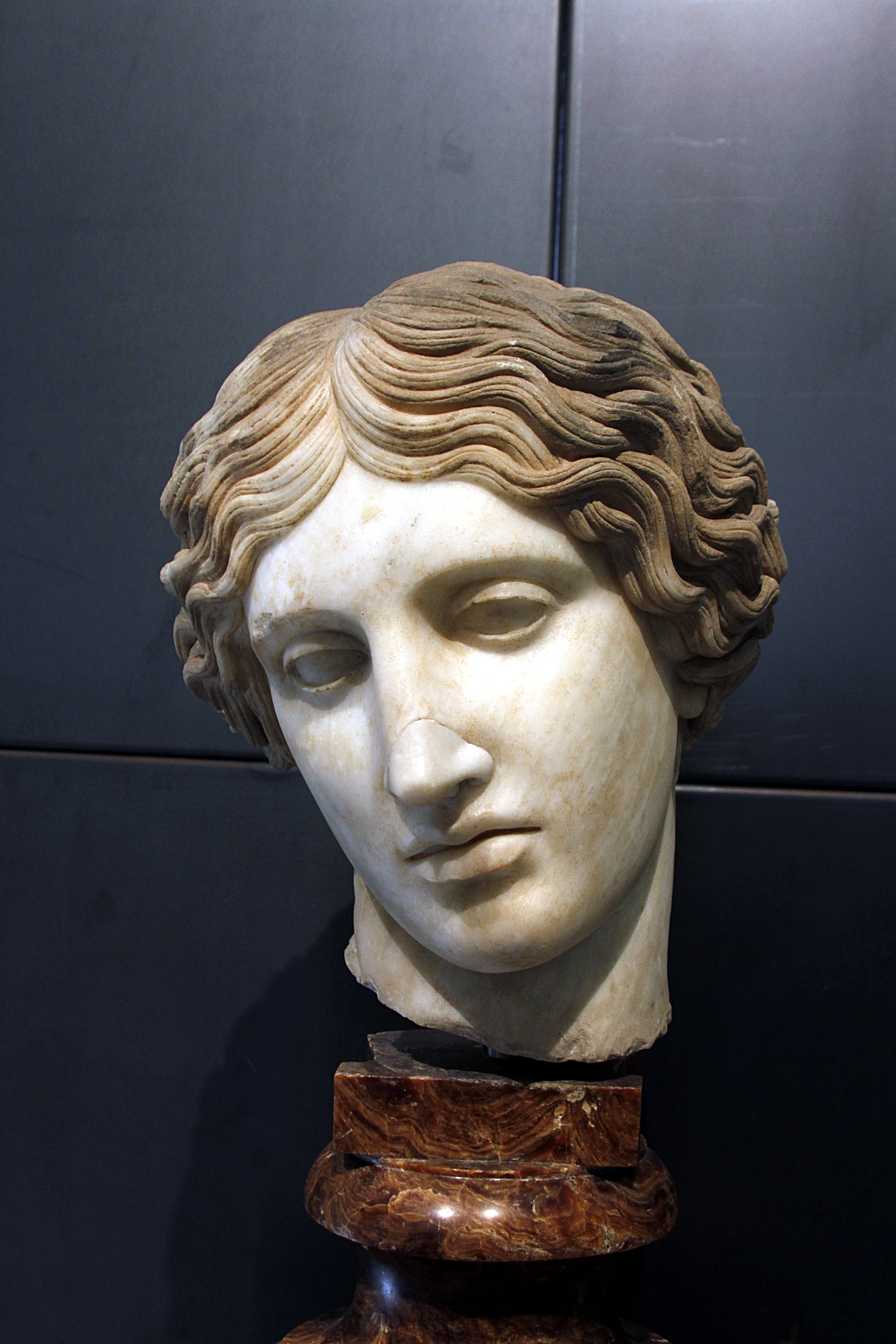
Tête d'amazone (Musée du Capitole)
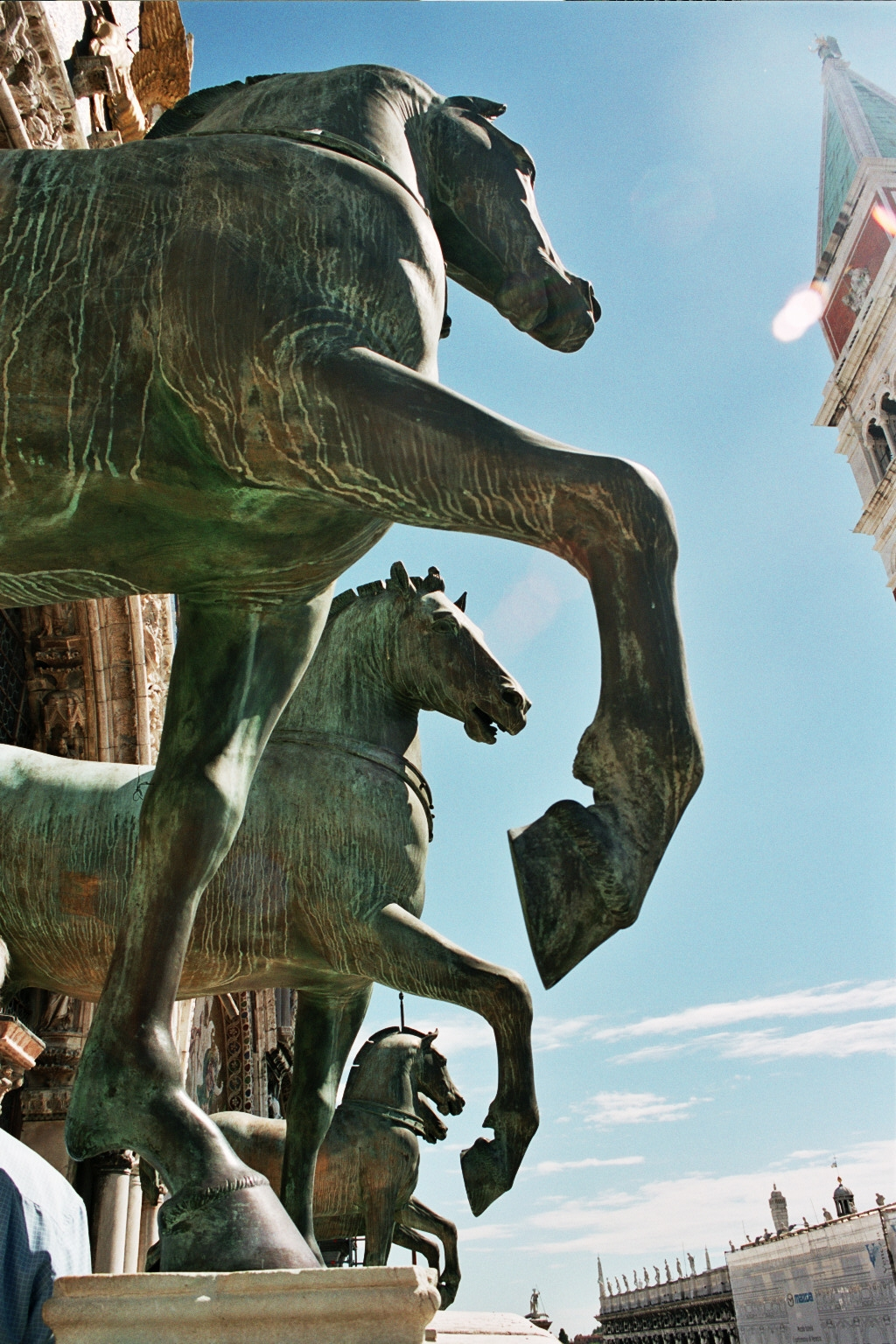
Chevaux de Saint-Marc (Venise)